# Niccolò Perotti

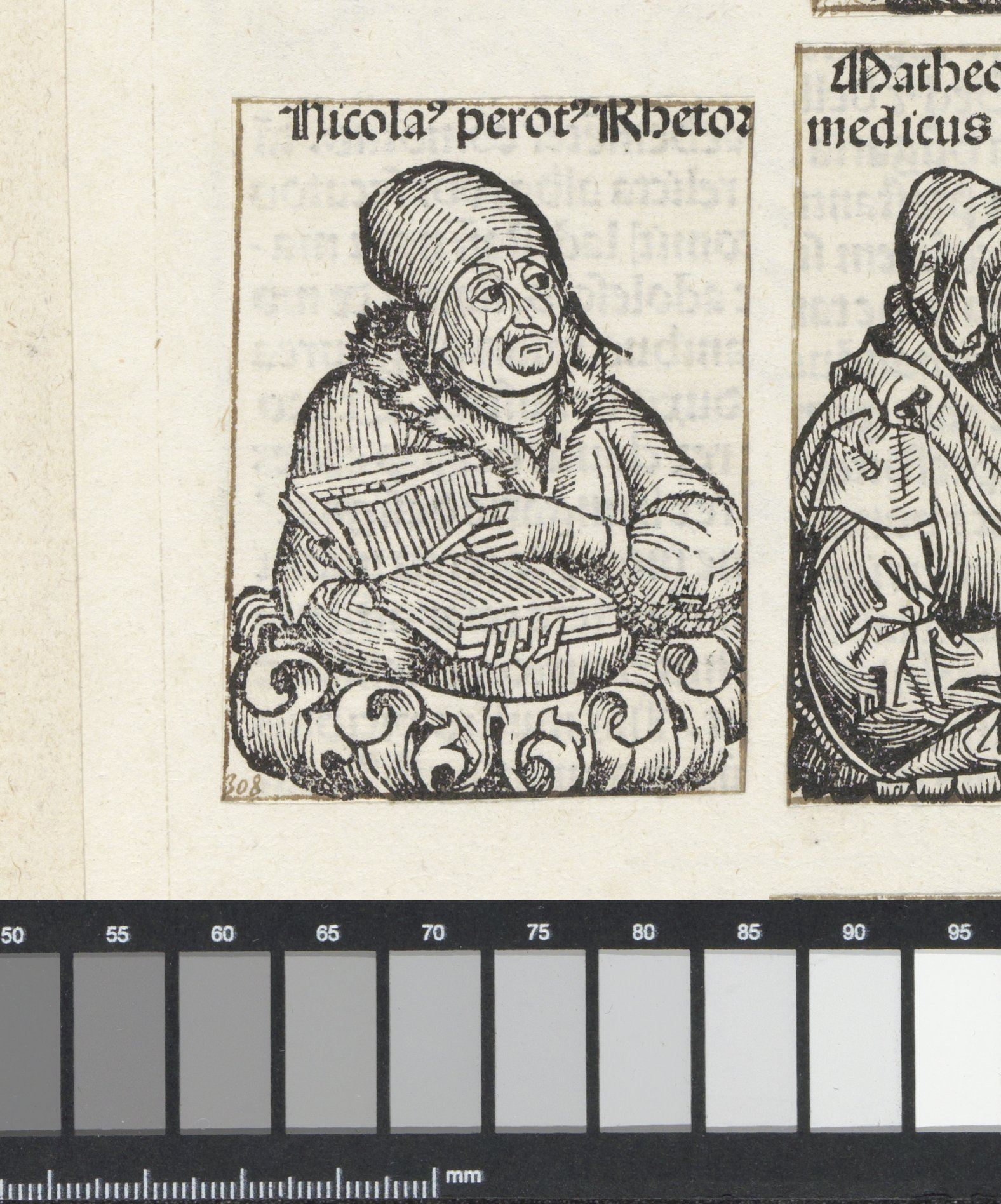
Niccolò Perotti (Buchillustration von 1493)

Niccolò Perotti (auch Perotto, lateinisch Nicolaus Perottus; * 1429 oder 1430 in Sassoferrato; † 15. Dezember 1480) war ein italienischer Humanist und Verfasser der ersten neuzeitlichen lateinischen Schulgrammatik Rudimenta grammatices.
1452 wurde er in Bologna von Kaiser Friedrich III. als Anerkennung für seine Begrüßungsrede zum Dichter gekrönt. Seit 1458 war er Erzbischof von Siponto. Zeitweise amtierte er auch als päpstlicher Gouverneur in Süditalien.
Er war Sekretär des Kardinals Bessarion.
Im Auftrag Papst Nikolaus V. übersetzte er Polybios’ römische Geschichte, wofür ihm der Papst fünfhundert neue Dukaten schenkte.
Als Professor an der Universität Bologna verfasste er die lateinische Schulgrammatik Rudimenta grammatices (gedruckt 1473). Sein Cornu Copiae, betitelt nach dem Füllhorn der Copia, der antiken Personifikation der Fülle und des Reichtums, ist ein als Kommentar zu den Epigrammen Martials angelegtes Werk enzyklopädischen Charakters, das zuerst postum 1489 gedruckt wurde und als Nachschlagewerk für lateinische Worterklärungen und humanistisches Bildungswissen weite Verbreitung fand.
Zusammen mit dem Florentiner Buchhändler Vespasiano da Bisticci sammelte er für den Papst Bücher. Zudem kopierte er etwa 1470 eigenhändig 32 Tierfabeln, die möglicherweise von dem römischen Autor Phaedrus stammen und dessen Fabelbuch als Appendix Perottina angefügt wurden. Seine lateinische Grammatik und Zitatensammlung Cornucopiae blieb für längere Zeit eines der beliebtesten Lateinnachschlagewerke Europas.

## Werke
- Übersetzung der ersten fünf Bücher des Polybios, entstanden 1452–1454, gedruckt von Konrad Sweynheym und Arnold Pannartz, Rom 1473
- Übersetzung des Enchiridion von Epiktet für Nikolaus V.: Hrsg. von Revilo Pendleton Olivier, Niccolò Perotti’s Version of the Enchiridion of Epictetus, University of Illinois Press, Urbana (Ill.) 1954
- Begrüßungsrede aus Anlass der Ankunft Friedrichs III. in Bologna, von 1452. Erstdruck in Albrecht von Eyb, Margarita poetica, Nürnberg 1472
- Epistola De Bononia quomodo antiquitus vocabatur, von 1453 oder 1454. Hrsg. von Fabrizio Lollini, Bessarione e Niccolò Perotti a Bologna: due episodi poco noti, in: Schede umanistiche 4 (1990), S. 55–61
- Rudimenta grammatices (von 1468): Elektronische Ausgabe W. Keith Percival, nach dem Autograph MS Vat. lat. 6737 und dem Erstdruck Rom 1473, Kansas University ScholarWorks, 2010: PDF; Digitalisat der Ausgabe von Heinrich Quentell, Köln 1501, Universitätsbibliothek Köln: ; Digitalisat der Ausgabe von Sebastian Gryphius, Lyon 1541, im Projekt CAMENA-ITALI der Universitätsbibliothek Mannheim: ; weitere Ausgaben in der Digitalen Bibliothek des Münchener Digitalisierungszentrums:
- De generibus metrorum quibus Horatius Flaccus et Severinus Boethius usi sunt (Bearbeitung des Centimetrum von Servius), Bologna 1471
- Libellus de metris odarum Horatianarum, Paris 1528
- Refutatio deliramentorum Georgii Trapezuntii, 1471, teilweise möglicherweise verfasst von Domenico Calderini, dessen Text Perotti in diesem Fall bearbeitet und erweitert hätte; hrsg. von Ludwig Mohler, Kardinal Bessarion als Theologe, Humanist und Staatsmann, Band III: Aus Bessarions Gelehrtenkreis, Paderborn 1942, Neudruck Scientia Verlag, Aalen 1967, S. 343–375 (Einleitung und Text), S. 594–597 Begleitschreiben Perottis
- Lateinische Übersetzungen griechischer Schriften Bessarions, siehe John Monfasani, Bessarion Latinus, in: Rinascimento 21 (1981), S. 165–209, und Still More on Bessarion Latinus, ebenda 23 (1983), S. 217–235
- Cornucopiae, postum Venedig 1489. Hrsg. von Jean-Louis Charlet, Nicolai Perotti Cornu copiae seu linguae Latinae commentarii, Istituto Internazionale di Studi Piceni, Sassoferrato 1989–2001, 8 Bände, Digitalisat der Ausgabe Venedig 1513, Universitäts- und Landesbibliothek Düsseldorf: